# أرض المغامرات (فلم)
أرض المغامرات (بالإنجليزية: Adventureland). هو فيلم كوميدي درامي رومانسي أمريكي، صدر عام 2009، من تأليف وإخراج غريغ موتولا، وبطولة جيسي آيزنبرغ، وكريستين ستيوارت، وريان رينولدز، وكريستين ويغ، وبيل هادر، ومارتن ستار، ومارغريتا ليفيفا.

## القصة
تدور أحداث الفيلم حول جيمس برينان (آيزنبرغ)، وهو خريج جامعي حديث العهد، يضطر للعمل في مدينة ملاهي محلية قديمة من أجل جمع المال لرحلته إلى أوروبا.
استلهمت مدينة الملاهي في الفيلم من مدينة أدفينشر لاند الحقيقية في فارمينغديل، نيويورك. عُرض الفيلم في 3 أبريل 2009، وحظي بإشادة نقدية، محققًا 17.1 مليون دولار عالميًا. كما تم ترشيحه لجائزة "أفضل أداء لطاقم ممثلين" في حفل جوائز غوثام للسينما المستقلة في دورته التاسعة عشرة.

## بطولة
- جيسي آدم آيزينبيرغ
- كريستين ستيوارت
- رايان رينولدز
- كريستين ويج

## الميزانية والإيرادات
حقق أرباحا تقدر بـ 17,164,377 دولار.

## وصلات خارجية
- أرض المغامرات على موقع IMDb (الإنجليزية)
- أرض المغامرات على موقع ميتاكريتيك (الإنجليزية)
- أرض المغامرات على موقع روتن توميتوز (الإنجليزية)
- أرض المغامرات على موقع نتفليكس (الإنجليزية)
- أرض المغامرات على موقع قاعدة بيانات الأفلام العربية
- أرض المغامرات على موقع ألو سيني (الفرنسية)
- أرض المغامرات على موقع Turner Classic Movies (الإنجليزية)
- أرض المغامرات على موقع أول موفي (الإنجليزية)
- أرض المغامرات على موقع بوكس أوفيس موجو (الإنجليزية)
- أرض المغامرات على موقع فيلمافينيتي (الإسبانية)

1. ↑  مذكور في: تفريغات بيانات Freebase. الناشر: جوجل.
2. 1 2  وصلة مرجع: http://nmhh.hu/dokumentum/158984/2009_filmbemutatok_osszes.xls.
3. 1 2 3 4  مذكور في: قاعدة بيانات الأفلام التشيكية السلوفاكية. لغة العمل أو لغة الاسم: التشيكية. تاريخ النشر: 2001.
4. ↑  "معلومات عن أدفنتورلاند (فيلم) على موقع kinenote.com". kinenote.com. مؤرشف من الأصل في 2019-12-08.
5. ↑  "معلومات عن أدفنتورلاند (فيلم) على موقع allcinema.net". allcinema.net. مؤرشف من الأصل في 2017-08-02.
6. ↑  "معلومات عن أدفنتورلاند (فيلم) على موقع svenskfilmdatabas.se". svenskfilmdatabas.se. مؤرشف من الأصل في 2019-12-08.